# John Worthen
John Worthen (* Juni 1943 in London) ist ein britischer Historiker, Literaturwissenschaftler und Hochschullehrer.

## Leben
John Worthen studierte an der University of Cambridge und an der University of Kent. Anschließend lehrte er in den USA an der University of Virginia in Charlottesville und in Wales an der Swansea University, bevor er Professor an der University of Nottingham wurde. Dort machte er sich insbesondere mit seinen Studien über D. H. Lawrence einen Namen, der in Nottingham aufwuchs. Neben biographischen Arbeiten über Lawrence veröffentlichte er dessen Werke und ist Redaktionsmitglied und Mitherausgeber der Lawrence-Gesamtausgabe.
Weitere Bücher veröffentlichte er über Samuel Taylor Coleridge, William Wordsworth, Percy Bysshe Shelley und T. S. Eliot.
Beachtung fand auch seine Biographie über den Komponisten Robert Schumann.

## Werke (Auswahl)
- D. H. Lawrence: The Early Years, 1885–1912, Cambridge University Press 1991; ISBN 978-0521-25419-9
- The Gang: Coleridge, the Hutchinsons & the Wordsworths in 1802, Yale University Press 2001; ISBN 978-0300088199
- D. H. Lawrence: The Life of an Outsider, Penguin 2005; ISBN 978-0141007311
- Robert Schumann: Life and Death of a Musician, Yale University Press 2007; ISBN 978-0300111606
- T. S. Eliot: A Short Biography, Haus Publishing 2009; ISBN 978-1906598860
- The Cambridge Introduction to Samuel Taylor Coleridge, Cambridge University Press 2011; ISBN 978-0-521-74643-4
- The Life of William Wordsworth: A Critical Biography,  Wiley-Blackwell 2014; ISBN 978-0470655443
- The Life of Percy Bysshe Shelley: A Critical Biography,  Wiley-Blackwell 2019; ISBN 978-1118534045